# Thomas Varga
Thomas Gregory Varga (auch Thom Varga, Tom Varga, Tom Vargas und Boris Esposito) ist ein Tontechniker, der seit Beginn seiner Karriere Anfang der 1990er Jahre an mehr als 100 Film- und Fernsehproduktionen beteiligt war. Bei der Oscarverleihung 2015 war er für seine Arbeit bei Birdman oder (Die unverhoffte Macht der Ahnungslosigkeit) zusammen mit Jon Taylor und Frank A. Montaño für den Oscar in der Kategorie Bester Ton nominiert. Vor seiner Arbeit als Tontechniker war Varga als Produktionsassistent tätig.

## Filmografie
- 1989: Penn & Teller Get Killed
- 1991: Novel Desires
- 1991: Without a Pass
- 1991: Mannequin 2 – Der Zauber geht weiter (Mannequin: On the Move)
- 1992: Intimate Obsession
- 1992: Desert Kickboxer
- 1992: Duell im Eis (The Ice Runner)
- 1993: Der Kindermörder – Eine Familie in Angst (In the Shadows, Someone’s Watching, Fernsehfilm)
- 1993: Le secret d'Emmanuelle (Fernsehfilm)
- 1993: Le parfum d'Emmanuelle (Fernsehfilm)
- 1993: Emmanuelles Zauber (Magique Emmanuelle) (Fernsehfilm)
- 1993: Emmanuelle in Tibet (Fernsehfilm)
- 1993: Emmanuelle à Venise (Fernsehfilm)
- 1993: Flucht nach Vegas (Midnight Witness)
- 1993: La revanche d'Emmanuelle (Fernsehfilm)
- 1993: Éternelle Emmanuelle (Fernsehfilm)
- 1993: Sex Crimes
- 1994: 2002: The Rape of Eden
- 1994: Cultivating Charlie
- 1994: Innocent Adultery
- 1994: Straßen zur Hölle (The Fence)
- 1994: The Life and Times of Charlie Putz
- 1994: The Pornographer (Fernsehfilm)
- 1994: Blinde Leidenschaft (Blindfold: Acts of Obsession, Fernsehfilm)
- 1994: Herz im Zwiespalt (Leave of Absence, Fernsehfilm)
- 1994: Mirror, Mirror 2: Raven Dance
- 1995: Die Neonbibel (The Neon Bible)
- 1995: Tod im Schlafzimmer (If Someone Had Known, Fernsehfilm)
- 1995: Flirt mit einem Serienmörder (Bodily Harm)
- 1996: Childhood’s End
- 1996: Lotterie des Schreckens (The Lottery, Fernsehfilm)
- 1997: Der falsche Weg zum Glück (The Price of Heaven, Fernsehfilm)
- 1997: Mißbraucht – Eine Mutter beichtet (Country Justice, Fernsehfilm)
- 1997: Empires of Industry (Fernsehserie)
- 1998: The Adventures of Sebastian Cole
- 1998: Mörderischer Pakt (The Lesser Evil)
- 1998: Body Count – Flucht nach Miami (Body Count)
- 1999: The Weekend
- 1999: The Florentine
- 2000: Chasing the Dragon
- 2000: Deadly Contact – Das Geschäft mit dem Tod (Radical Jack, Video/DVD)
- 2000: Sein letzter Coup (The Opportunists)
- 2000: Ropewalk
- 2000: Double Parked
- 2001: The Next Big Thing
- 2001: Thirteen Conversations About One Thing
- 2001: Way Off Broadway
- 2002: Absolutely Fabulous (Fernsehserie)
- 2002: 11'09''01 – September 11
- 2002: Rabbit (Kurzfilm)
- 2002: Skins
- 2002: Secretary
- 2003: Undermind
- 2003: Click (Kurzfilm)
- 2003: Coney Island Baby
- 2004: Bring mich heim (Carry Me Home, Fernsehfilm)
- 2004: Keane
- 2004: Company K
- 2004: Speak – Die Wahrheit ändert alles (Speak)
- 2004: The Woodsman
- 2005: Shadowboxer
- 2005: Tracks
- 2005: Newcomer – Tausche Ruhm gegen Liebe (Undiscovered)
- 2005: Goodnight Bill (Kurzfilm)
- 2005: Heights
- 2005: Swimmers
- 2006: Beautiful Ohio
- 2006: Beer League
- 2006: Griffin & Phoenix
- 2006: Live Free or Die
- 2006: Super Powers (Kurzfilm)
- 2006: Everything’s Jake
- 2007: Cover
- 2007: Funny Games U.S. (Funny Games)
- 2007: Helden der Nacht – We Own the Night (We Own the Night)
- 2007: Enttarnt – Verrat auf höchster Ebene (Breach)
- 2008: New York, I Love You
- 2008: Che – Guerrilla (Che – Part Two: Guerrilla)
- 2008: Che – Revolución (Che – Part One: The Argentine)
- 2008: Jumper
- 2008: Lange Beine, kurze Lügen und ein Fünkchen Wahrheit … (Assassination of a High School President)
- 2009: Everybody’s Fine
- 2009: Time’s Up (Kurzfilm)
- 2009: Solitary Man
- 2009: Loving Leah (Fernsehfilm)
- 2009: Precious – Das Leben ist kostbar (Precious: Based on the Novel “Push” by Sapphire)
- 2009: Time’s Up (Kurzfilm)
- 2010: Umständlich verliebt (The Switch)
- 2010: Camp Hell
- 2010: Plan B für die Liebe (The Back-Up Plan)
- 2011: Ein Jahr vogelfrei! (The Big Year)
- 2011: To Dye For (Kurzfilm)
- 2011: Willkommen in Cedar Rapids (Cedar Rapids)
- 2012: Being Flynn
- 2012: LOL – Laughing Out Loud (LOL)
- 2013: Gods Behaving Badly
- 2013: Blue Jasmine
- 2013: Twisted (Fernsehserie)
- 2013: The Immigrant
- 2013: Rising Star
- 2013: The Last Keepers
- 2013: Zugelassen – Gib der Liebe eine Chance
- 2014: Madam Secretary (Fernsehserie)
- 2014: Ruth & Alex: Verliebt in New York
- 2014: Birdman oder (Die unverhoffte Macht der Ahnungslosigkeit) (Birdman or (The Unexpected Virtue of Ignorance))
- 2015: Sisters